# 1973 في الصين
فيما يلي قوائم الأحداث التي وقعت خلال عام 1973 في الصين.

## سياسة

### تعيين في المنصب
- 1 أكتوبر – هوا جيو فينج Minister of Public Security (China) [الإنجليزية]‏.

## مواليد

### يناير
- 1 يناير – بيتي ليو
- 1 يناير – حجي أكبر عبد الغفور
- 1 يناير – لي فانغ لاعبة كرة مضرب صينية.
- 1 يناير – وو تشيان
- 1 يناير – وي هوي كاتبة صينية.
- 3 يناير – روري ستيوارت سياسي بريطاني.
- 7 يناير – ليو بولين فنان صيني.
- 15 يناير – لي جياو لاعبة تنس طاولة هولندية.
- 19 يناير – وانغ جونتشيا

### فبراير
- 5 فبراير – دينغ يابينغ لاعبة تنس طاولة صينية.
- 27 فبراير – لي بينغبينغ ممثلة صينية.

### أبريل
- 6 أبريل – سن وين لاعبة كرة قدم صينية.
- 28 أبريل – جانغ إنهوا لاعب كرة قدم صيني.

### مايو
- 1 مايو – قو هونج لاعبة هوكي جليد صينية.
- 23 مايو – بولين تشن

### يونيو
- 19 يونيو – سن يوي مغنية صينية.
- 19 يونيو – لويس فان ممثل صيني.

### يوليو
- 8 يوليو – يانغ بو
- 25 يوليو – هو جيا ناشط صيني.

### أغسطس
- 18 أغسطس – لي واي مان لاعب كرة قدم صيني.

### سبتمبر
- 1 سبتمبر – بينج لي سيدة أعمال صينية.
- 7 سبتمبر – جيانغ يونغ هوا درّاجة طريق صينية.
- 13 سبتمبر – كيلي تشن
- 17 سبتمبر – آدا تساي

### أكتوبر
- 3 أكتوبر – يو جي ناشط صيني.

### نوفمبر
- 30 نوفمبر – هوانغ شيجو متسابق دراجات نارية صيني.

### ديسمبر
- 2 ديسمبر – لي يو
- 3 ديسمبر – سامي ليونغ
- 24 ديسمبر – ليو دونغ منافِسة أوليمبية صينية.

## وفيات

### يناير
- 1 يناير – شو لاي (مواليد 1909) ممثلة صينية.

### مايو
- 12 مايو – ميخائيل تشانغ (مواليد 1898) قس صيني.